# Тофу

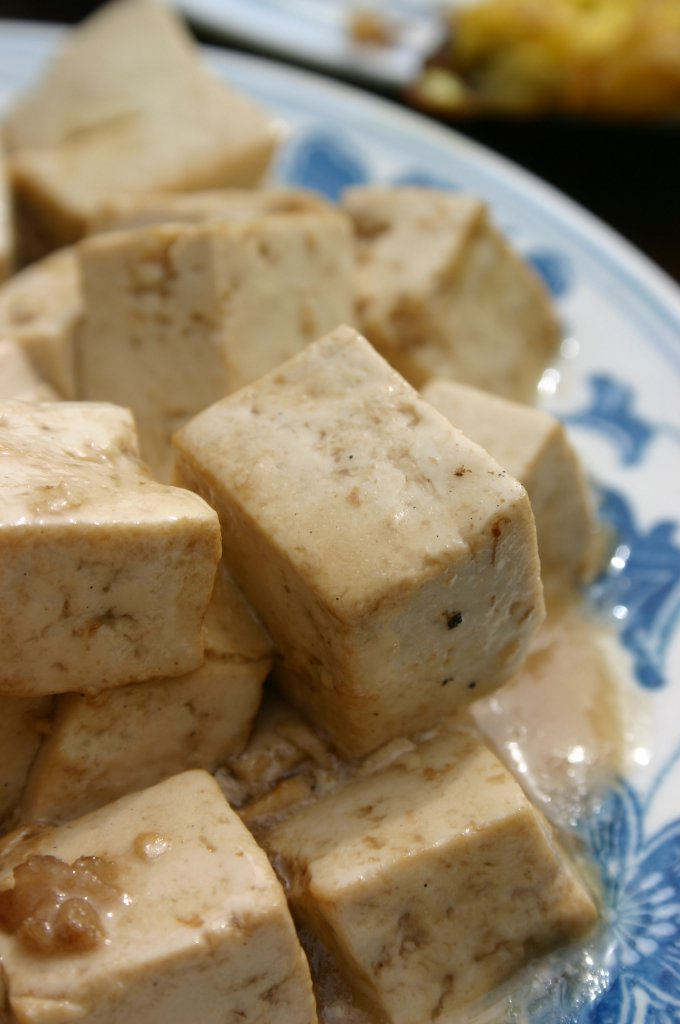
Кусочки тофу, сфотографированные в Пекине

То́фу (яп. 豆腐 то: фу, кит. 豆腐 или 荳腐, dòufu (доуфу), кор. 두부 тубу, тайск. เต้าหู้ тау2хуу2, вьет. đậu phụ (đậu hũ) дауфу или дауху), так называемый соевый творог, — пищевой продукт из соевых бобов, богатый белком. Тофу обладает нейтральным вкусом (то есть собственный вкус почти отсутствует), что является одним из преимуществ тофу и позволяет универсально использовать его в кулинарии. Традиционный компонент восточноазиатской и юго-восточной азиатской кухни; потребляется в Китае более 2000 лет.

## История

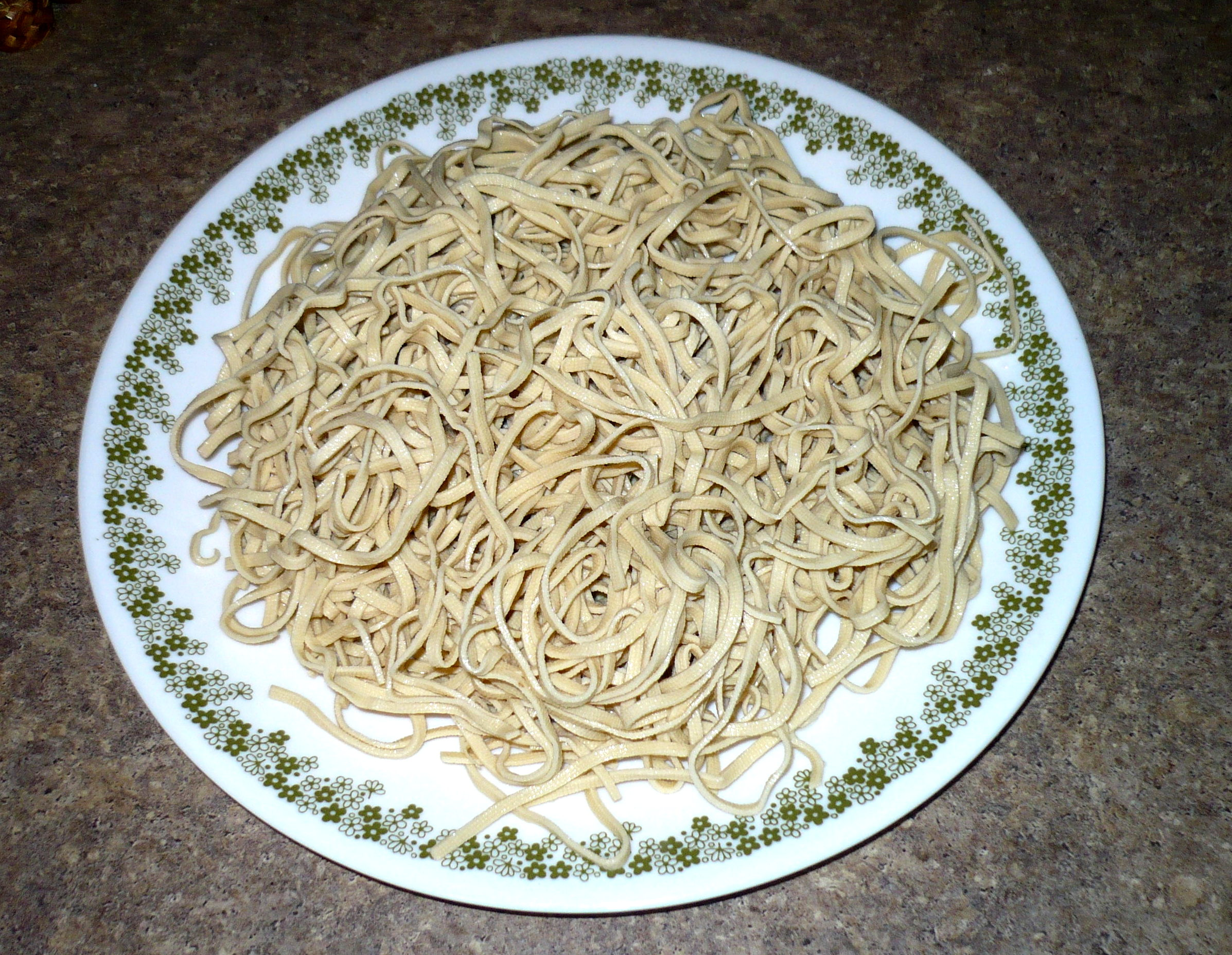
Макароны из тофу

Существует мнение, что рецепт тофу был открыт случайно, когда в блюдо с растёртыми соевыми бобами попала морская вода, вызвавшая их створаживание. По одной из версий происхождения тофу, он был впервые получен во II в. до н. э. в Китае и распространился в период Нара (VIII век) в Японии. Некоторые учёные считают, что тофу прибыл во Вьетнам в течение X и XI веков. Затем его стали употреблять и в других регионах Юго-Восточной Азии и Дальнего Востока, он стал одним из основных пищепродуктов. Имеются региональные различия в методах производства, текстуре, вкусе и использовании тофу.
Одну из сцен на рельефах в гробнице в Дахутине (Хунань, КНР) иногда интерпретируют как изображение процесса изготовления тофу. Рельеф был создан во время династии Восточная Хань. Более поздняя информация о тофу появляется только в X веке.
В западных странах тофу стал широко известен во второй половине XX века благодаря улучшению культурных связей с восточноазиатскими странами и распространению вегетарианства.

## Производство
Тофу получают путём свёртывания (створаживания) белка соевого молока при нагревании или фильтровании. Свёртывание происходит под действием коагулянта, в качестве которого используются нигари (хлорид магния), лимонная кислота или сульфат кальция.
На Окинаве в качестве коагулянта используется обычная морская вода, которая, как известно, содержит соли кальция и магния. Полученный таким образом тофу называется сима-дофу (островной тофу).
После свёртывания тофу часто прессуется. Конечный продукт имеет белый цвет. В целом производство тофу напоминает процесс получения сыра из молока. Иногда тофу называют «соевым сыром».
Прессованный тофу поступает в продажу в герметичных упаковках, наполненных водой (так же как некоторые виды мягких сыров).

## Хранение
Сырой тофу может храниться в вакуумной упаковке с водой в течение нескольких недель. В сосуде с водой может храниться около одной недели, причём воду следует менять каждые 1-2 дня.
Тофу можно замораживать, после чего он приобретает жёлтый цвет. После размораживания цвет снова становится белым, а консистенция тофу — более губчатой и жёсткой. Замораживанием тофу занимались ещё несколько веков назад буддийские монахи.

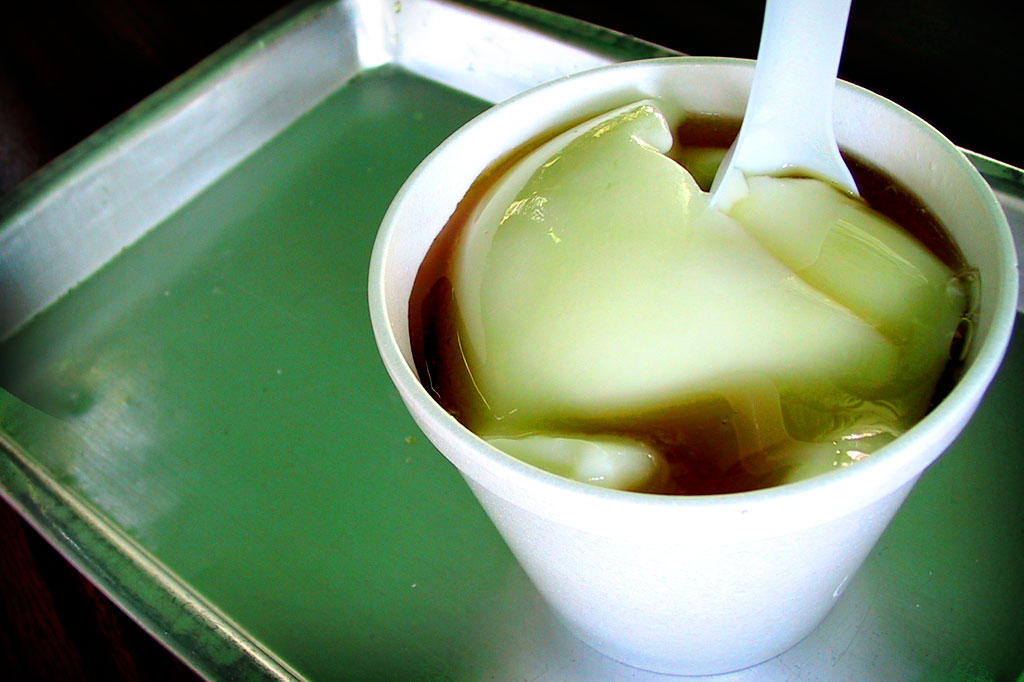
Dòuhuā (доухуа, 豆花), блюдо из мягкого тофу. Тофу подан тёплым в сладком сиропе. Остров Ламма, Гонконг.

## Разновидности
Тофу различается по способу производства и консистенции.
- Обычный, плотный или твёрдый тофу (англ. firm tofu) — довольно плотный, по консистенции напоминающий сыр моцарелла. Хорошо подходит для жарки и фритюрования, а также копчения. Иногда производится с добавками. Различается по мягкости на два основных вида:
  - «Западный» тофу (англ. western firm tofu, кит. 豆乾 / 豆干 dòu-gān) — более плотный, содержит мало воды;
  - «Азиатский» тофу (англ. asian firm tofu, кит. 豆腐 dòu-fu, яп. 木綿豆腐 момэн до: фу — дословно «хло́пковый тофу») — менее плотный, содержит много воды.
- Мягкий тофу или шёлковый тофу (англ. Silken tofu, нем. Seidentofu, кит. 嫩豆腐 nèn-dòu-fu или кит. 滑豆腐 huá-dòu-fu, яп. 絹漉し豆腐 кинугоси до: фу) — очень мягкий тофу, по консистенции напоминающий пудинг. Содержит больше всего воды из всех видов сырого тофу. Используется, в частности, в сладких блюдах, соусах, супах и для приготовления на пару́.
  - «Вонючий» тофу — распространён в Китае, особенно в шанхайской кухне. Отличается сильным запахом.

В Юго-Восточной Азии существует множество прочих разновидностей тофу.
Многие производители делают тофу с различными добавками (паприка, приправы, орехи и т. п.), добавляя их перед прессованием. При этом теряется нейтральный вкус. Копчёный тофу популярен в западных странах.

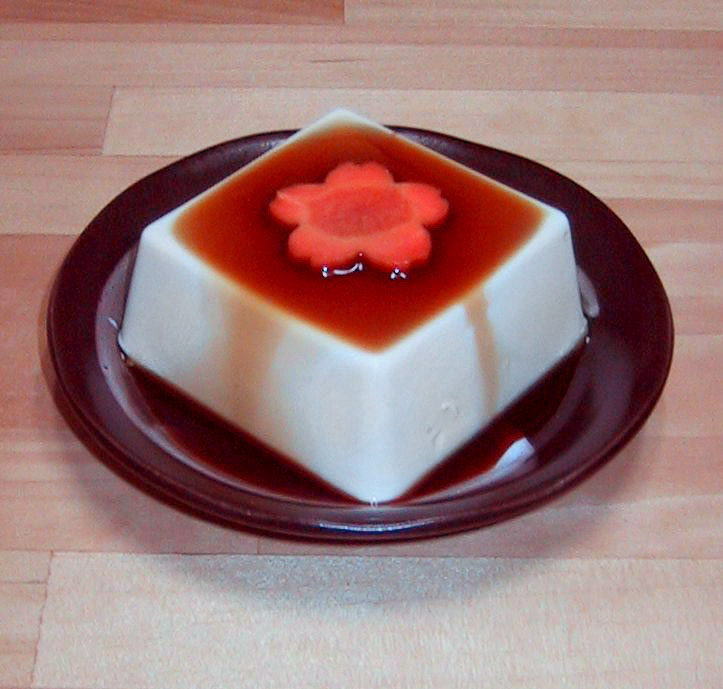
Мягкий тофу с соевым соусом и кусочком моркови

## Использование и распространение
Тофу универсален в кулинарном отношении и годится для разнообразных блюд, как основных, так и десертных и сладких. Его можно жарить, варить, запекать, употреблять для начинки баоцзы, использовать в супах и соусах, готовить на пару и т. п. Используется, в частности, в восточноазиатской и особенно в вегетарианской кухнях. Для супов, жарки и фритирования часто режется на кубики. По причине нейтральности вкуса приготовлению тофу должно уделяться особое внимание, особенно приправам и соусам, вкус которых он впитывает. Перед кулинарной обработкой иногда маринуется, в частности с соевым соусом, тамариндом или лимонным соком.
Сегодня тофу распространён во всём мире, не в последнюю очередь благодаря обилию высококачественного белка, что делает его в кулинарии и питании хорошей заменой мясных и прочих животных продуктов. Особенно ценится вегетарианцами и веганами, а также соблюдающими посты.

## Пищевая ценность и влияние на здоровье
Тофу богат высококачественным растительным белком (10,7 % в плотном, 5,3 % в мягком тофу), который содержит все незаменимые аминокислоты, а также является источником железа и кальция. При этом тофу — низкокалорийный продукт, не содержащий холестерина.
В спонсировавшемся компанией The Solae (подразделение Protein Technologies International компании DuPont) исследовании Университета Кентукки 1995 года было показано, что употребление соевого белка способствует сильному снижению серологического холестерина, липопротеида низкой плотности («плохого холестерола») и триглицерида, однако не было зафиксировано увеличения «хорошего» холестерина (липопротеида высокой плотности). Было предположено, что уровень «плохого» холестерина снижают соевые фитоэстрогены.